# بخش کلی (شهرستان مونتگومری، اوهایو)
بخش کلی (به انگلیسی: Clay Township) یک منطقهٔ مسکونی در ایالات متحده آمریکا است که در شهرستان مونتگومری، اوهایو واقع شده‌است.
 بخش کلی ۹۸٫۰ کیلومتر مربع مساحت و ۸٬۸۴۷ نفر جمعیت دارد و ۳۲۰ متر بالاتر از سطح دریا واقع شده‌است.